# New Asteroid Initiative

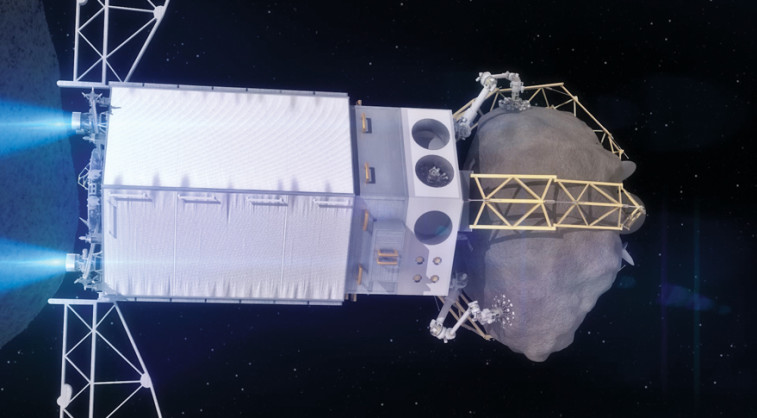
Künstlerische Darstellung der geplanten Raumsonde mit eingefangenem Asteroid

Die New Asteroid Initiative (deutsch: „Neue Asteroiden-Initiative“) auch Asteroid Redirect Mission (ARM) (deutsch: „Asteroiden-Umleitungs-Mission“) war eine geplante Mission der NASA, mit der ein kleiner Asteroid eingefangen, bzw. ein Stück von der Oberfläche eines größeren Asteroiden eingesammelt, in Erdnähe gebracht und von Astronauten untersucht werden sollte. Im Fiskaljahr 2014 investierte die NASA 105 Millionen US-Dollar für die Planung der Mission. Die NASA teilte am 13. Juni 2017 die Streichung der Mission mit.

## Planung
Die Mission sah vor, auf bereits entwickelte beziehungsweise zur Verfügung stehende Technologien zurückzugreifen; so sollten das Multi-Purpose Crew Vehicle und das Space Launch System zum Einsatz kommen. Die Projektplanung beinhaltete voraussichtlich auch die Entwicklung von verbesserten Technologien zur Entdeckung von Asteroiden.
Die NASA hat am 25. März 2015 ihre Pläne für die voraussichtlich Mitte der 2020er Jahre geplante Mission konkretisiert.
Die Idee einen kleinen Asteroiden einzufangen wird nicht mehr primär verfolgt. Nach neuesten Veröffentlichungen soll ein ähnlich großer Felsbrocken von der Oberfläche eines Asteroiden eingesammelt werden. Für Konzeptstudien zu verschiedenen Teilaspekten der Mission standen im Jahr 2014 knapp fünf Millionen US-Dollar bereit. Im März 2017 empfahl die US-Regierung in ihrem Etat-Planungsentwurf für 2018 keine Finanzmittel für diese Mission bereitzustellen. Am 13. Juni 2017 teilte die NASA die Einstellung der Missionsplanung aufgrund mangelnder Kongressunterstützung mit.

## Missionsziele
Von einem Asteroiden auf einer erdnahen Umlaufbahn soll ein kleiner, wenige Meter durchmessender Brocken eingesammelt werden. Dieser soll in einen Mondorbit gebracht werden, wo er als Ziel für bemannte Missionen dienen soll, um beispielsweise die Gewinnung von Probenmaterial zu testen.
Ursprünglich plante die NASA, einen mehrere Meter durchmessenden Asteroiden am Stück einzufangen.
Die Mission soll zudem ein weiterer Meilenstein für eine bemannte Marsmission in den 2030er Jahren sein und weitere Erkenntnisse über erdnahe Asteroiden liefern.

## Ablauf der Mission
Die ursprüngliche Planung sah vor, einen möglichen Asteroiden mit Erdteleskopen auszumachen – denkbar wäre ein Himmelskörper von etwa 8 Meter Durchmesser und mit einer Masse von ungefähr 500 Tonnen, wenn auch mit heutigen Technologien ein geeigneter Himmelskörper dieser Größenordnung bislang nur schwer ausfindig gemacht werden kann. Nach den Vorstellungen der NASA-Experten würde eine Raumsonde zu einem geeigneten Asteroiden starten. Die Robotersonde zum Transport des Asteroiden könnte mit einem Ionenantrieb ausgerüstet sein, um die erforderliche Schubkraft zu erreichen, die für den Transport in einen Erde–Mond–Orbit nötig ist. Sobald die Raumsonde den Asteroiden erreicht hat, soll sich eine schlauchartige Struktur entfalten. Die Sonde soll so manövriert werden, dass der Asteroid in der schlauchartigen Struktur fixiert wird. Die größte Herausforderung stellt die Handhabung eines derart massereichen Objekts dar. Insbesondere muss die Eigenrotation des Himmelskörpers innerhalb des Fangschlauchs abgefangen werden.

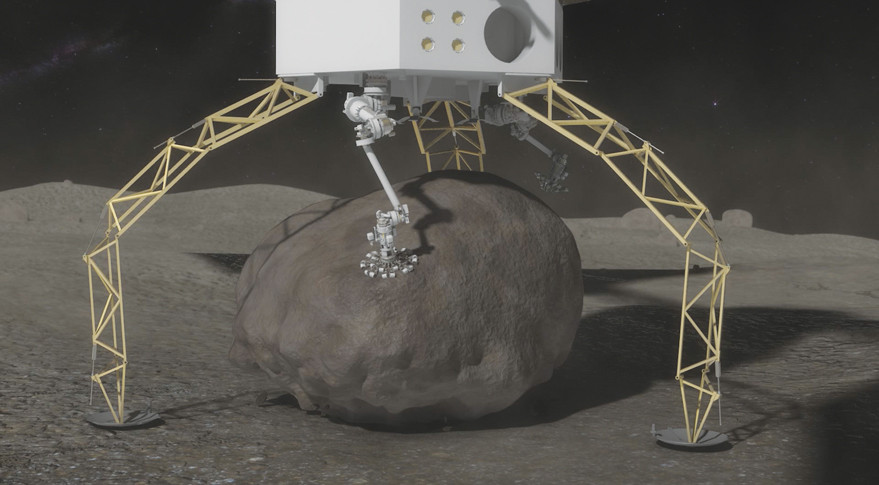
Die Raumsonde beim Aufnehmen des Felsens.

Die im Frühjahr 2015 veröffentlichte Planung sieht vor, einen größeren Felsen von der Oberfläche eines erdnahen Asteroiden einzusammeln. Danach soll er in einen geeigneten Orbit in Mondnähe gebracht werden, damit der Asteroid unter den Einwirkungen von Atmosphäre und Gravitation der Erde nicht auseinandergerissen wird. Falls das Manöver erfolgreich abgeschlossen werden kann, würde ein Rendezvousmanöver mit einem bemannten Raumschiff durchgeführt, sofern künftige Haushaltskürzungen die weitere Entwicklung von Träger und Raumschiff nicht beschneiden. Den möglichen Ablauf der Mission stellte die NASA in einem kurzen Video dar.
Am 25. März 2015 gab die NASA in einer Telefonkonferenz bekannt, dass die Mission sich nun auf die Entnahme eines kleinen Brockens von der Oberfläche eines größeren Asteroiden konzentrieren soll, anstelle des ursprünglich vorgeschlagenen Konzepts der Rückführung eines kleinen Asteroiden in einen Mond-Orbit.

## Auswahl der Asteroiden
Ursprünglich suchte die NASA intensiv nach einem geeigneten kleinen Asteroiden für die Mission. Für die Einfangvariante wurden neun Asteroiden identifiziert, die sowohl die richtige Größe als auch den richtigen Orbit haben dürften. Das Zielobjekt von etwa acht bis zehn Metern Durchmesser sollte sich maximal zwei Mal in der Minute um sich selbst drehen, um eine Beschädigung der Robotersonde zu vermeiden. Im Februar 2014 wurde 2011 MD vom Spitzer-Teleskop über 20 Stunden hinweg beobachtet. Er hat einen Durchmesser von rund sechs Metern und eine überraschend geringe Dichte, die etwa der von Wasser entspricht; Fachleute mutmaßen, dass es sich hierbei eher um eine Art lockeren Schutthaufen handle.
2016 wird der Asteroid 2008 HU4 der Erde so nahe kommen, dass eingehendere Beobachtungen möglich sind. Die verbleibenden bekannten Asteroiden nähern sich der Erde nicht mehr weit genug an, bevor eine endgültige Entscheidung über die Mission fallen muss. Im Rahmen verschiedener Programme werden aber jedes Jahr weiterhin mehrere potentielle Kandidaten entdeckt, sodass die Suche fortgesetzt wird.
Für den Plan ein Objekt von der Oberfläche eines größeren Asteroiden einzusammeln gelten bisher (25143) Itokawa, (101955) Bennu und (341843) 2008 EV5 (Stand März 2015) als aussichtsreichste Kandidaten für die Mission.

## Sonstiges
Im Rahmen der New Asteroid Initiative begann im Juni 2013 die „Asteroid Grand Challenge“. Die NASA lud andere Raumfahrtorganisationen, wissenschaftliche und private Institutionen und die interessierte Öffentlichkeit ein, Vorschläge einzubringen wie potentiell gefährliche Asteroiden detektiert, klassifiziert und abgelenkt werden könnten. Zu dem Ende Juli 2013 beendeten Ideenwettbewerb reichten 400 Firmenvertreter, Wissenschaftler und Privatleute Vorschläge für die Mission ein, die auf einem Workshop im September weiter besprochen werden sollen. Lori Garver, die Vizedirektorin der NASA, lobte die überwältigende Beteiligung, brachte aber auch ein grundlegendes Problem und einen Einwand des Planetenforschers Jim Bell von der Arizona State University zur Sprache, dass es sowohl in der wissenschaftlichen Gemeinschaft als auch in der Öffentlichkeit Zweifel an der geplanten Mission gebe.